# NGC 933
NGC 933 est une vaste galaxie spirale située dans la constellation d'Andromède. NGC 933 a été découverte par l'astronome américain Lewis Swift en 1885.

## Caractéristiques
Sa vitesse par rapport au fond diffus cosmologique est de de 4 905 ± 17 km/s, ce qui correspond à une distance de Hubble de 77,4 ± 5,1 Mpc (∼252 millions d'al).
NGC 933 présente une large raie HI.
En raison d'une brillance de surface égale à 14,07 mag/am2, on peut qualifier NGC 933 de galaxie à faible brillance de surface (LSB en anglais pour low surface brightness). Les galaxies LSB sont des galaxies diffuses (D) avec une brillance de surface inférieure de moins d'une magnitude à celle du ciel nocturne ambiant.

## Groupe de NGC 920
La galaxie NGC 933 fait partie d'un trio de galaxies, le groupe de NGC 920. L'autre galaxie du trio est UGC 1867. NGC 920 dans l'article de Garcia est identifié à IC 1799 et à PGC 9432. Cette galaxie est en réalité NGC 920 que plusieurs sources associent à tort à PGC 9337.